# 李 (佛罗里达州)
李，是美国佛罗里达州麥迪遜縣下属的一座城镇。建立于1909年。面积约为3.2平方公里（约合1.2平方英里）。根据2010年美国人口普查，该市有人口352人。论人口在本州排行第383。